# Gott ist unsre Zuversicht
Gott ist unsre Zuversicht, (Dieu est notre espérance) (BWV 197), est une cantate religieuse de Jean-Sébastien Bach composée à Leipzig en 1728 pour un mariage. Le nom des heureux époux n'est pas parvenu à la postérité.
Le texte est de Martin Luther pour le 5e mouvement et de Georg Neumark pour le 10e mouvement. Le reste est d'un auteur inconnu. Il s'agissait à l'origine d'une cantate de NoëlEhre sei Gott in der Höhe BWV 197a écrite à Leipzig en 1728 dont la musique est aujourd'hui perdue. Cette cantate de mariage a été chantée à Leipzig en 1736 -1737.
Le thème du choral s'inspire du psaume « Wer nur den lieben Gott läßt walten ». Cette composition de Georg Neumark (1621-1681) fut d'abord imprimée au « Fortgepflantzter Musikalisch-Poetischer Lustwald » à Iéna en 1657 mais on retrouve l'origine du texte et de la mélodie à Kiel en 1641.

## Structure et composition
La pièce est écrite pour trois trompettes, timbales, deux hautbois, deux hautbois d'amour, basson obligato, 2 violons, alto, basse continue avec trois solistes (soprano, alto, basse) et chœur à quatre voix.
Il y a dix mouvements :
1. chœur : Gott ist uns're Zuversicht
2. récitatif : Gott ist und bleibt der beste Sorger, pour basse
3. aria : Schläfert aller Sorgenkummer in den Schlummer, pour alto
4. récitatif : Drum folget Gott und Seinem Triebe, pour basse
5. chœur : Du süsse Lieb', schenk' uns deine Gunst
6. aria : O du angenehmes Paar, pour basse
7. récitatif : So wie es Gott mit dir getreu und väterlich von Kindesbeinen angemeint, pour soprano
8. aria : Vergnügen und Lust, Gedeihen und Heil, pour soprano
9. récitatif : Und dieser frohe Lebenslauf wird bis in späte Jahre währen, pour basse
10. choral : So wandelt froh auf Gottes Wegen